# Яцковская волость
Я́цковская волость — административно-территориальная единица в составе Стародубского уезда.
Административный центр — село Яцковичи.

## История
Волость образована в ходе реформы 1861 года.
В ходе укрупнения волостей, 26 мая 1923 года Яцковская волость была упразднена, а её территория разделена между Стародубской и Гарцевской волостями.
Ныне территория бывшей Яцковской волости входит в состав Стародубского и Унечского районов Брянской области.

## Административное деление
В 1919 году в состав Яцковской волости входили следующие сельсоветы: Бёрновичский, Выстриковский, Голибисовский, Горисловский, Гриденский, Кустичский, Межениковский, Меленский, Невзоровский, Невструевский, Новосельский, Осколковский, Пантусовский, Покословский, Пятовский, Рохмановский, Савенский, Степокский, Суховерховский, Чернижовский, Яньковский, Яцковичский.